# Roundstone

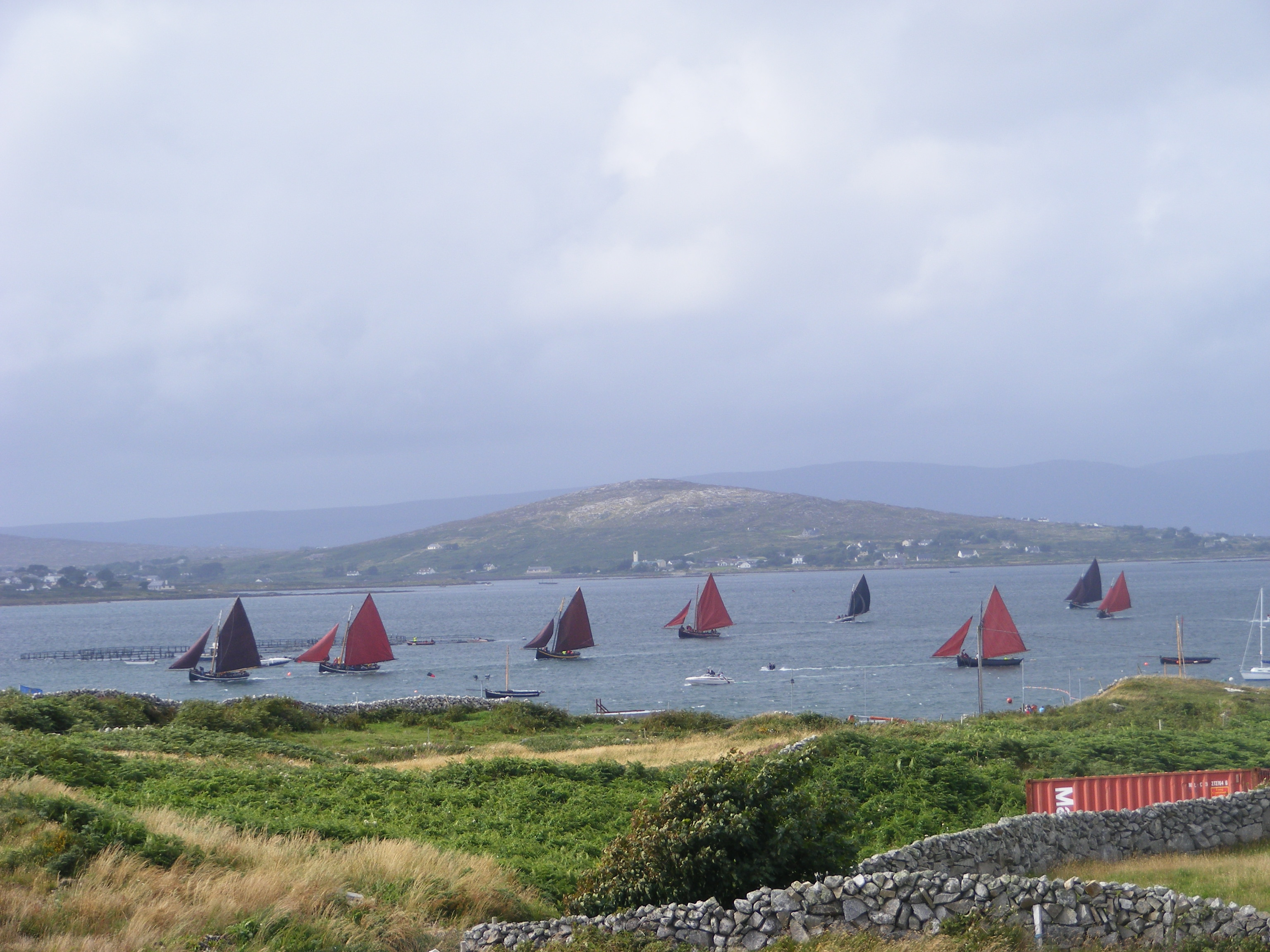
Hooker Regatta vor Carrowroe, nahe Roundstone

Roundstone (irisch Cloch na Rón – der Robbenfels; lokal häufig, Cloch Rainte genannt, mit derselben Bedeutung) ist ein irischer Ort mit 231 Einwohnern (2022) in der Grafschaft Galway, an der Südwestküste von Connemara. Roundstone liegt ca. 15 km von der Stadt Clifden entfernt. Es ist ein beliebter Touristenort mit vielen Kunsthandwerkgeschäften, bekannt für seine Sicht über die Bucht zu den Bergen von Connemara und seine Regatten, mit den traditionellen Galway Hooker.

## Sehenswürdigkeiten in der Umgebung
- Die Twelve Bens – eine Bergkette in Connemara nördlich von Roundstone
- Connemara-Nationalpark
- Kylemore Abbey
- Ballynahinch Castle
- Sky Road
- Das Moor von Derrygimlagh nördlich von Roundstone
- Die Insel Inishbofin
- Der Leuchtturm von Slyne Head